# Monark (cykelmärke)

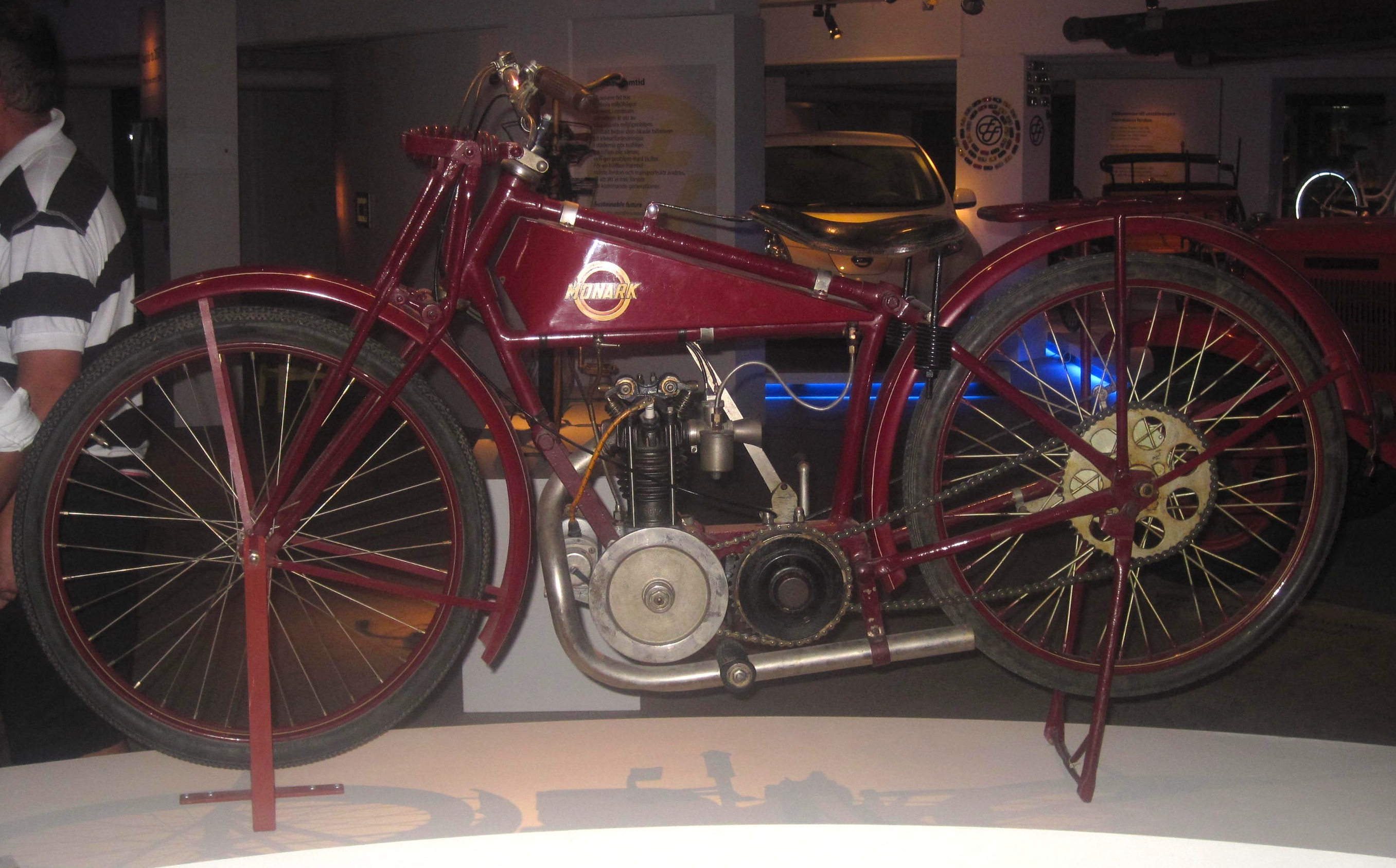
Monark motorcykel med EBE Sport motor på 172cc. Sportmodellen introducerades 1929 (enligt katalogen).

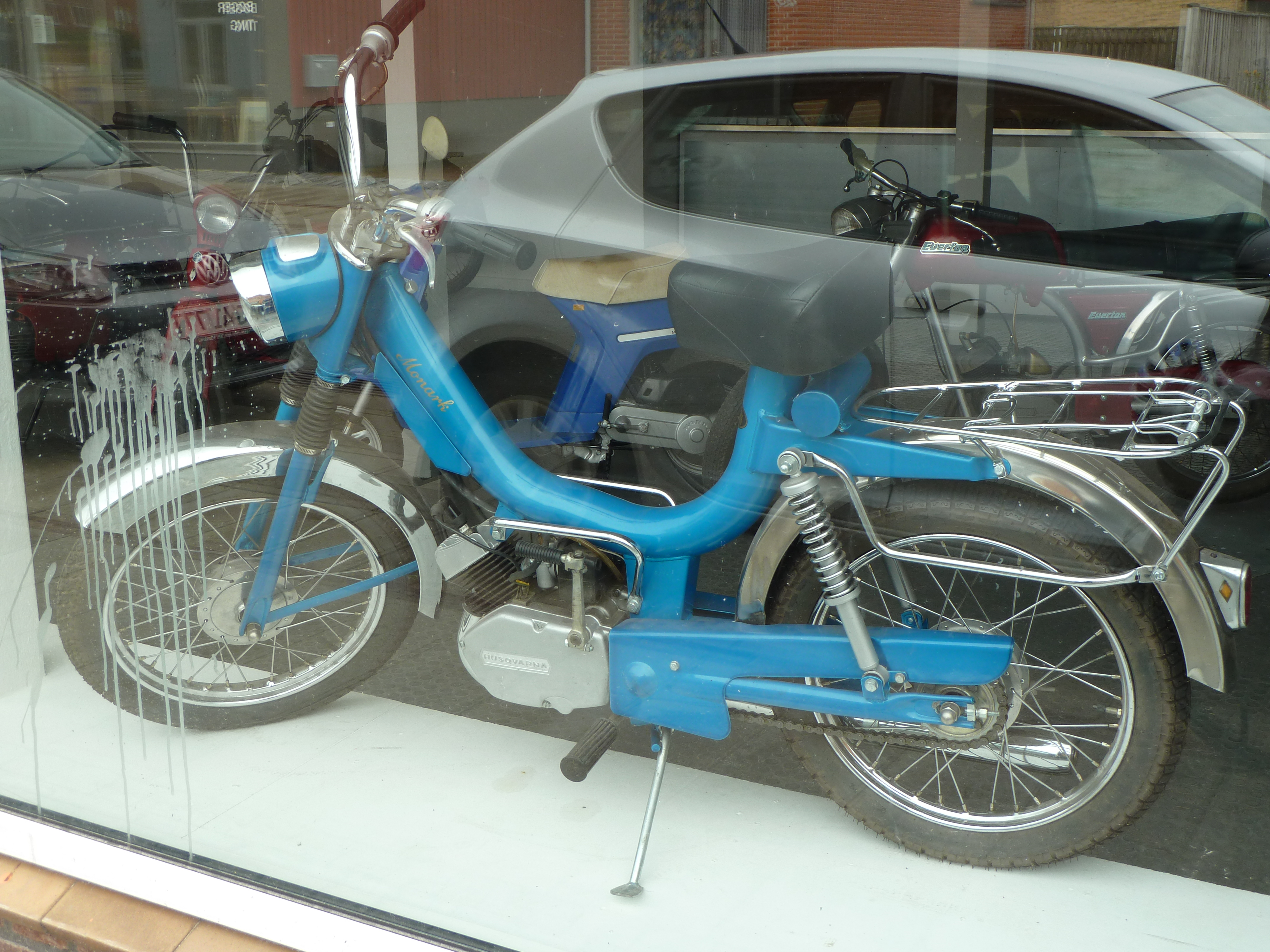
Husqvarna Monark 50cc

Monark är ett svenskt cykelmärke. Monark är en del av företaget Cycleurope Sverige AB, som i sin tur ingår i Cycleurope AB.

## Historik
Monark grundades i Varberg 1908, då Birger Svensson inregistrerade firman "Svenska Cykeldepoten". Inledningsvis hade fabriken åtta anställda. Birger Svensson kom att bli känd som "Fattigpojken som blev Sveriges cykelmonark". I liten skala startades en partiaffär för cyklar under våren 1909 med arbetare Carl Bartholdsson och en springpojke. Även om en verkstad fanns, påbörjades ingen egentlig verkstadsdrift förrän 1912–1913, då med ett tjugotal arbetare. 
Framgångarna under och efter första världskriget fyllde lokalen på Kyrkogatan, som köptes 1916, och 1925 expanderade företaget med en ny fabrik utanför Varberg. Det bytte då också namn till "Svenska Cykelfabriken". Företaget växte till att bli ett av de största företagen i sin bransch i Sverige, jämte Nymans Verkstäder och Husqvarna. Under 1934 25-årsfirade företaget med att byta namn till Svenska Cykelfabriken Monark, vilket kom att ändras till AB Cykelfabriken Monark 1939. Birger Svensson avled 1944, varefter sonen Tage Warborn tog över verksamheten.

År 1956 omsatte Monark 102 miljoner kronor och sysselsatte 2 500 personer i Sverige och cirka 1 000 personer i Sydamerika. I Sao Paulo tillverkades då 8 000 cyklar i månaden.
Fabriken utvecklades till att bli en av norra Europas största tillverkare av tvåhjulingar, cyklar, mopeder och motorcyklar med en kapacitet av ca 1 000 enheter per dag. 1954 konstruerade flygläkaren Wilhelm von Döbeln, instrumentmakaren Harry Hagelin och professor P-O Åstrand Monarks första ergometercykel. En cykel som var långt före sin tid och fortfarande används som referens.

### Monark Crescent

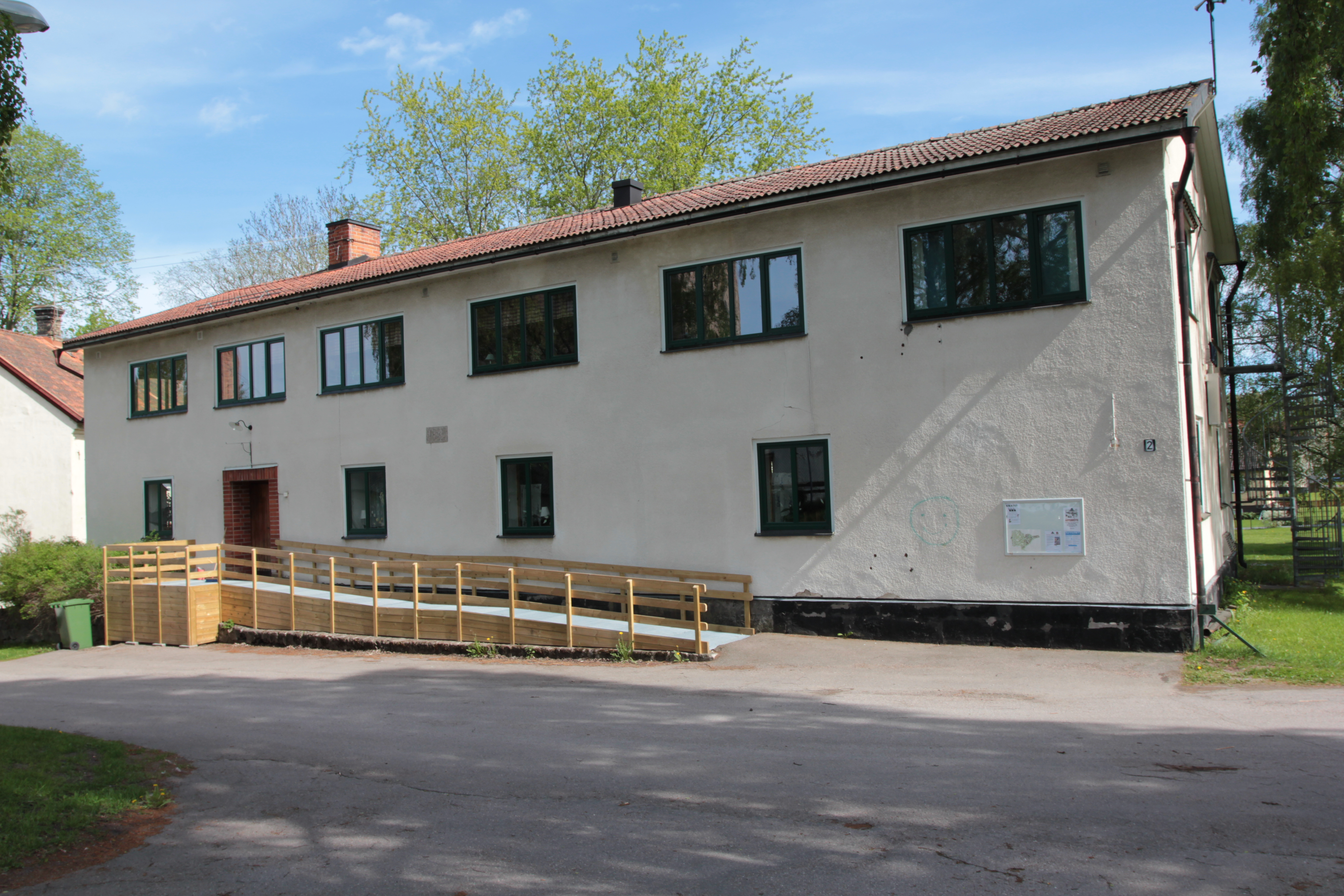
Monarks tidigare kontor i Tobo, sedan 1985 Tobo Folkets hus

Vid samgåendet med Nymanbolagen i Uppsala 1960 blev Nymanbolagen moderbolag, men Monarkgruppen var huvudägare. De båda grupperna hade då ett aktiekapital på 6 miljoner respektive 10 miljoner kronor. År 1964 ändrades namnet till Monark Crescent AB, eller MCB. Till Monark Crescent AB kom även Monarks verksamhet i Tobo, där bland annat radioapparater och skidor tillverkades. Monarks skidor bar märket Limex, men tillverkades sedan 1967 vid Edsbyverken. Monark tillverkade motorcyklar från 1920-talet och erövrade många medaljer i motocross och enduro, bland annat genom Ove Lundell och Sten Lundin. En av de mer kända modellerna är Monark-Albin m/42.
- Armémotorcykel m/42 [4]

1968 tecknades en överenskommelse om licenstillverkning av cyklar med ett bolag i Peru. Produktionen beräknades uppgå till 30 000 cyklar per år vilket motsvarade halva cykelmarknaden i Peru det året.
Monark hade som mest 2 000 anställda. Monark kom under 1960-talet att drabbas av ekonomiska kriser. De olika verksamheterna utanför cykeltillverkningen avyttrades efter hand. Tobofabriken lades ner 1967, och 1971 köpte finansmannen Kaj Källqvist upp en stor del av aktierna i Monark. Uppsalafabriken såldes till Volvo 1973. Stikkan Andersons Polar köpte Monark Crescent 1978 varpå Investmentbolaget Kuben bildades. Fabrikerna i Sydamerika avyttrades 1979. Även sportsektionen, elektroniksektionen och båtsektionen avyttrades.

### Cycleurope
Monark Crescent kom sedan att ingå i Monark Stiga sedan Kuben även köpt Stiga. Monark Stiga köptes i sin tur av Salvatore Grimaldi 1995 och ombildades till Cycleurope sedan Stiga avyttrats.
Minskad försäljning, importen av asiatiska cyklar och komponenter slog ut egentillverkningen. Fabriken i Varberg sysselsätter nu endast monterings- och försäljningspersonal, inalles cirka 100 personer. Cykelmärkena Monark och Crescent tillhör ännu de ledande i Sverige. Idag ingår Monarks anläggning i Varberg i Cycleurope och i den arbetar cirka 80 personer.

## Kuriosa
Namnet och frontmärket Monark kom i bruk först 1917 (finns med i katalogen 1916), enligt egna källor i början på 1940-talet. De tidigare modellnamnen var Krünens för herrcyklarna och Mode för damcyklarna. Namnet Mode bibehölls på vissa modeller ända in på 1930-talet.